# Diecezja Wschodnich Stanów Zjednoczonych (katolikosat Cylicji)
Diecezja Wschodnich Stanów Zjednoczonych – jedna z dwóch diecezji Apostolskiego Kościoła Ormiańskiego z siedzibą w Nowym Jorku w Stanach Zjednoczonych. Podlega katolikosowi Cylicji (druga wschodnioamerykańska diecezja znajduje się w jurysdykcji katolikosa eczmiadzyńskiego).
Biskupem diecezji jest Anuszawan Tanielian (2022).